# 난징 지하철 1호선
난징 지하철 1호선 (중국어 간체자: 南京地铁1号线, 병음: Nánjīng Dìtiě Yī Hào Xiàn)은 2005년 9월 3일에 개통된 난징 지하철의 첫 번째 운영 지하철 노선이다. 2010년 5월 28일 25.08 km 길이의 남쪽 연장선 개통으로, 1호선의 총 길이가 46.8 km가 되었다.

## 개통 연혁
- 2005년 9월 3일 - 마이가오차오 역 ~ 올림픽 스포츠 센터 역 구간 개통
- 2010년 5월 28일 - 안더먼 역 ~ 중국약과대학 역 구간 개통
- 2011년 6월 28일 - 난징 남역 개통
- 2014년 7월 1일 - 안더먼 ~ 올림픽 스포츠 센터 역 구간 10호선으로 전환됨
- 2022년 12월 28일 - 마리가오차오남 역 ~ 마이가오차오 역 구간 개통

## 경로
이 노선은 주로 남북 방향으로 이어진다. 북쪽의 	마리가오차오 역에서 시작하여 난징의 남동쪽에 위치한 중국약과대학 역방향 남쪽으로 이어진다.
본선 선로의 전체 38.7km 중 1호번 선로의 22.1km가 지하에서 운행되고 16.6km의 선로가 지상에 운행된다. 지면에서 실행됩니다. 총 16개역 중 11개역은 지하역이며 ,나머지 5개역은 지상 또는 고가역이다.

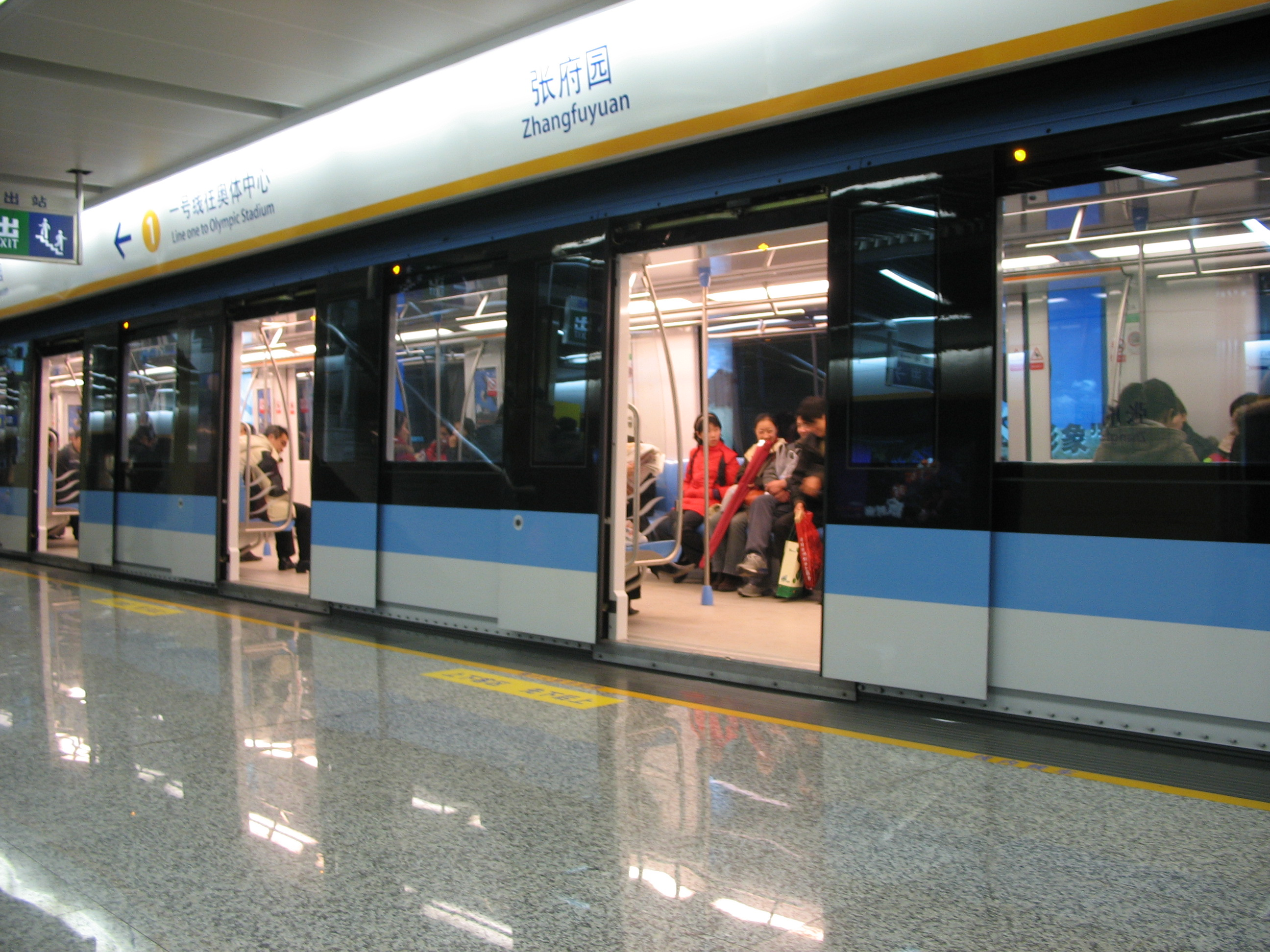
2006년 처음 개장했을 당시의 장푸위안 역에서 1호선 열차가 정차한 모습.

지하철 1호선의 남쪽 연장선은 총 길이가 25.08 km이며 15개 역 (안더먼 역 제외)이 있다. 총 15개역 중 8개역은 지하역이고 나머지 7개역은 모두 고가역이다.

## 역 목록
|                              |                     |                               |                                                      |      |       |            |  |  |
| 마이가오차오남               | 八卦洲大桥南        | Baguazhoudaqiaonan            |                                                      |      |       | 치샤구     |  |  |
| 바두산                       | 笆斗山              | Badoushan                     |                                                      |      |       | 치샤구     |  |  |
| 옌쯔지                       | 燕子矶              | Yanziji                       |                                                      |      |       | 치샤구     |  |  |
| 지샹안                       | 吉祥庵              | Jixiang'an                    |                                                      |      |       | 치샤구     |  |  |
| 샤오좡                       | 晓庄                | Xiaozhuang                    | ■ 7호선                                              |      |       | 치샤구     |  |  |
| 마리가오차오                 | 迈皋桥              | Maigaoqiao                    |                                                      | 0.00 | 0.00  | 치샤구     |  |  |
| 훙산동물원                   | 红山动物园          | Hongshan Zoo                  |                                                      | 1.13 | 1.13  | 쉬안우구   |  |  |
| 난징 역                      | 南京站              | Nanjing Railway Station       | ■ 3호선 ■ 9호선 (공사중) 난징 역                     | 1.18 | 2.31  | 쉬안우구   |  |  |
| 신모판마루                   | 新模范马路          | Xinmofanmalu                  |                                                      | 1.72 | 4.03  | 구러우구   |  |  |
| 솬우먼                       | 玄武门              | Xuanwumen                     |                                                      | 1.07 | 5.10  | 구러우구   |  |  |
| 구러우                       | 鼓楼                | Gulou                         | ■ 4호선                                              | 1.24 | 6.34  | 구러우구   |  |  |
| 주장루                       | 珠江路              | Zhujianglu                    |                                                      | 0.84 | 7.18  | 친화이구   |  |  |
| 신제커우                     | 新街口              | Xinjiekou                     | ■ 2호선                                              | 1.17 | 8.35  | 친화이구   |  |  |
| 장푸위안                     | 张府园              | Zhangfuyuan                   |                                                      | 1.07 | 9.42  | 친화이구   |  |  |
| 싼산제 · 중국공상은행        | 三山街·工商银行     | Sanshanjie · ICBC             | ■ 5호선                                              | 0.92 | 10.34 | 친화이구   |  |  |
| 중화먼                       | 中华门              | Zhonghuamen                   |                                                      | 1.92 | 12.26 | 위화타이구 |  |  |
| 안더먼                       | 安德门              | Andemen                       | ■ 10호선                                             | 2.10 | 14.36 | 위화타이구 |  |  |
| 톈룽쓰                       | 天隆寺              | Tianlongsi                    |                                                      | 1.37 | 15.73 | 위화타이구 |  |  |
| 롼젠다다오                   | 软件大道            | Ruanjiandadao                 |                                                      | 1.21 | 16.94 | 위화타이구 |  |  |
| 화선먀오                     | 花神庙              | Huashenmiao                   |                                                      | 1.03 | 17.97 | 위화타이구 |  |  |
| 난징 남역                    | 南京南站            | Nanjing South Railway Station | ■ 3호선 ■ 6호선 (공사중) ■ S1호선 ■ S3호선 난징 남역 | 1.82 | 19.79 | 위화타이구 |  |  |
| 솽룽다다오                   | 双龙大道            | Shuanglongdadao               |                                                      | 2.16 | 21.95 | 장닝구     |  |  |
| 허딩차오                     | 河定桥              | Hedingqiao                    |                                                      | 1.40 | 23.35 | 장닝구     |  |  |
| 성타이루                     | 胜太路              | Shengtailu                    |                                                      | 0.89 | 24.24 | 장닝구     |  |  |
| 바이자후                     | 百家湖              | Baijiahu                      |                                                      | 1.31 | 25.55 | 장닝구     |  |  |
| 샤오룽완                     | 小龙湾              | Xiaolongwan                   |                                                      | 1.46 | 27.01 | 장닝구     |  |  |
| 주산루                       | 竹山路              | Zhushanlu                     | ■ 5호선                                              | 1.15 | 28.16 | 장닝구     |  |  |
| 톈인다다오                   | 天印大道            | Tianyindadao                  |                                                      | 1.92 | 30.08 | 장닝구     |  |  |
| 룽몐다다오                   | 龙眠大道            | Longmiandadao                 |                                                      | 1.31 | 31.39 | 장닝구     |  |  |
| 난징 의과대학 · 장쑤경무학원 | 南医大·江苏经贸学院 | NMU / JIETT                   |                                                      | 1.54 | 32.93 | 장닝구     |  |  |
| 난징교통학원                 | 南京交院            | NJCI                          |                                                      | 2.72 | 35.65 | 장닝구     |  |  |
| 중국약과대학                 | 中国药科大学        | CPU                           |                                                      | 1.97 | 37.62 | 장닝구     |  |  |
|                              |                     |                               |                                                      |      |       |            |  |  |

## 같이 보기
1. ↑  “보관된 사본” 南京地铁日均客流创新纪录 187万人次 (중국어). 2014년 10월 1일. 2014년 10월 25일에 원본 문서에서 보존된 문서. 2014년 10월 12일에 확인함.
2. ↑  “Nanjing Metro places €85·5m train order”. 《Railway Gazette International》. 2008년 1월 25일. 2016년 10월 22일에 원본 문서에서 보존된 문서.
3. ↑  “南京地铁”. www.nj-dt.com. 2013년 11월 6일에 원본 문서에서 보존된 문서. 2010년 5월 27일에 확인함.
4. ↑  “南京地铁”. www.nj-dt.com. 2013년 11월 6일에 원본 문서에서 보존된 문서. 2010년 5월 27일에 확인함.

- 난징 지하철